# 聖保祿十字主教座堂

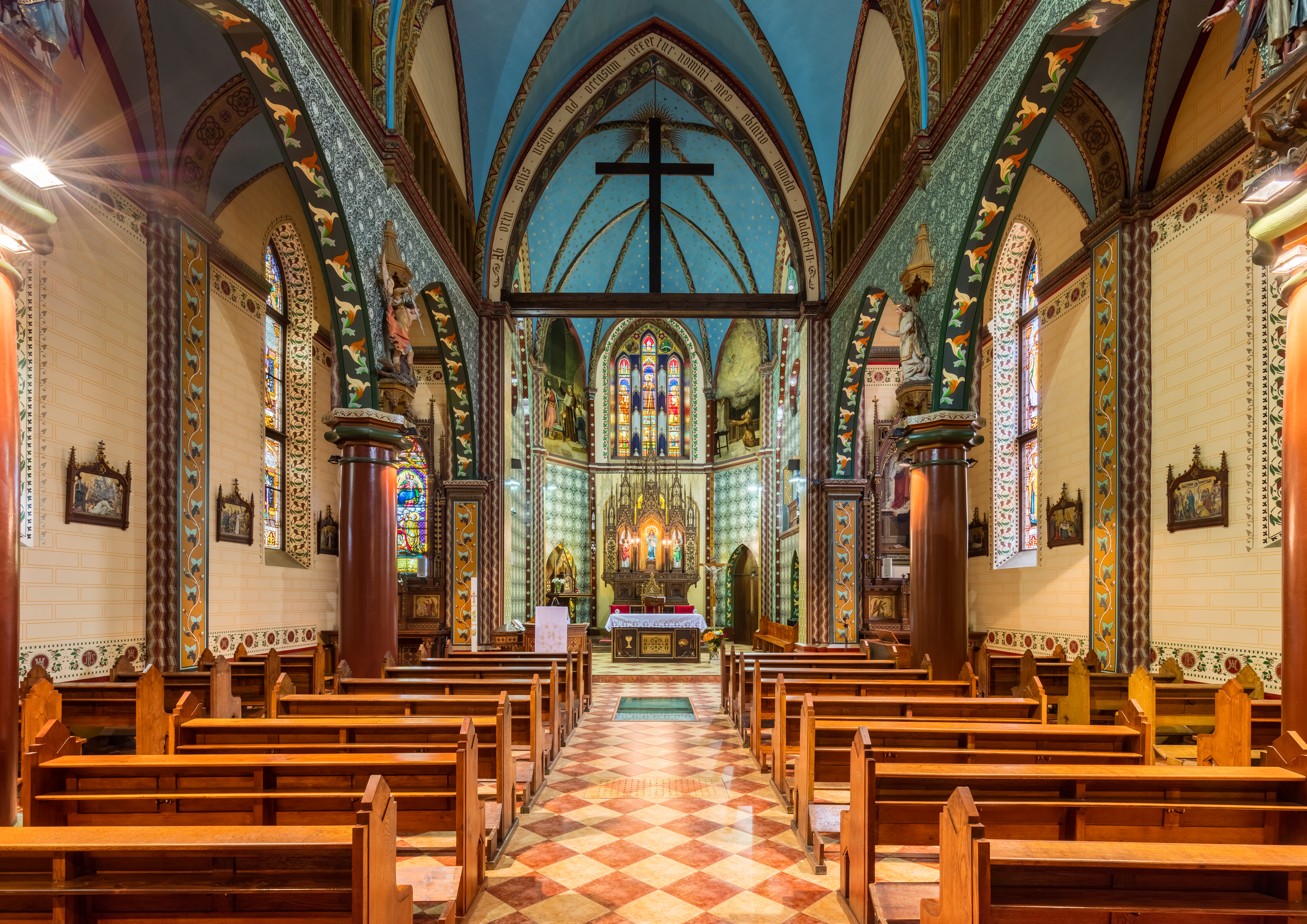
聖保祿十字主教座堂

聖保祿十字主教座堂是位於保加利亞東北部城市魯塞的一個羅馬天主教主教座堂。聖保祿十字主教座堂修建於1890年。

## 外部連結
- Biography of St Paul of the Cross （页面存档备份，存于）